# 愛しい貴方 (オリビア・ニュートン＝ジョンの曲)
「愛しい貴方」（いとしいあなた、If You Love Me (Let Me Know)）は、オリビア・ニュートン＝ジョンが1974年に発表した楽曲。

## 解説
彼女にとっては、アメリカ合衆国においてトップ10入りした2枚目のヒット・シングルであり、ポップ・チャートでは最高5位、イージーリスニング・チャートでは最高2位に達した。また、『ビルボード』誌のカントリー・チャートでも最高2位となった。シングル「レット・ミー・ビー・ゼア (Let Me Be There)」同様、マイク・サムズが低音（バス）のハーモニーを歌っている。

## チャート
| チャート（1974年）                            | 最高位 |
| --------------------------------------------- | ------ |
| U.S. Billboard Hot Country Singles            | 2      |
| U.S. Billboard Hot Adult Contemporary Tracks  | 2      |
| U.S. Billboard Hot 100                        | 5      |
| Canadian RPM Country Tracks                   | 1      |
| Canadian RPM Adult Contemporary Tracks        | 1      |
| Canadian RPM Top Singles                      | 1      |
| German Media Control Charts                   | 37     |
| Australian Kent Music Report                  | 2      |
| Recording Industry Association of New Zealand | 10     |

## おもなカバー
エルヴィス・プレスリーは、1977年7月に出た生前最後のアルバム『ムーディ・ブルー』に、1977年4月26日にステージで歌ったこの曲のライブ音源を収録した。この曲は、『エルヴィス・イン・コンサート′77 (Elvis in Concert)』にも収録されている。
1977年には、ブライアン・コリンズが、この曲をカバーして1977年にドット・レコードからリリースした。コリンズのバージョンは、カントリー・チャートで最高83位まで達した。